# Lunca (gmina Valea Lungă)
Lunca – wieś w Rumunii, w okręgu Alba, w gminie Valea Lungă. W 2011 roku liczyła 459 mieszkańców.